# 青戸一之
青戸 一之（あおと かずゆき 1983年 - ）は、日本の作家、教育者。

## 概要
チームドラゴン桜という大学受験の指導の研究をするグループの一員。
鳥取県出身。高校は進学校であったが2年に1人東京大学に合格するというレベル。親族には大卒がいなかった。高校時代は吹奏楽に明け暮れていて、将来はゲームクリエイターになろうと思い大学受験はしなかった。
高校卒業後は専門学校に進学して、専門学校卒業後はフリーターになり職業を転々とする。様々な経験を積んで海外の放浪もする。このような遍歴の中で塾講師にたどり着く。塾講師は天職だと思い、やりがいのある毎日で幸せであった。その塾に東京大学を希望する生徒が入学して、塾の総出で応援したものの不合格になった。このことから自らの実力不足を痛感させられて、自らの大学受験の経験が無いことに負い目を感じた。
塾の教え子が東京大学に合格できなかったことから30歳で東京大学を受験することを決意して、塾講師の仕事をしながら1日に3時間勉強して、33歳で東京大学に合格する。東京大学在学中にも学習指導の仕事に携わる。
東京大学の受検は良い経験であったと語る。このことで自らの学力も付いた上で、高校までに勉強をしたことが大学でどのように使われているのかを知ることができるようになる。高卒で塾で働いていたときには生徒に受験勉強の意味を説くことが難しかったものの、この経験により生徒に受験勉強の意味を説得力のある言葉で語ることができるようになる。
東京大学への受験勉強を決意したときには、どうやって勉強をすれば良いのか分からなかった。書店に行ってもインターネットで調べても勉強方が膨大にあって、どの方法が自分に合っているのか全く分からなかった。そして受験生の多くは、どの勉強方が効果があるのかで悩んでいる人が多いだろうとしている。この問題について自らが東京大学に合格してから感じたことは、東大生は効率的な勉強法を作るプロであるということで、自分にとってベストな方法は何であるかをよく知っている。東大生というのは面倒くさがりで常に効率を追い求めている。このため楽をする努力を惜しまなかった結果、自分なりの勉強方ができたとする。
正解をした問題の見直しが重要であることを説く。正解をした問題はそれで終わりにしている人が多いであろうと見ており、そうであるならば成長は頭打ちであるとしている。理由は正解した問題であっても振り返る価値のあるポイントが多いために、勉強が得意な人は正解をしたところもそのままにはしていないとしている。
東大生というのは変わった人が多いというイメージを持たれている通りに、受験勉強の方法が変わっている人が多いと語る。知っているだけでも全身に単語を書いて覚えていた人や、自宅のトイレにこもって勉強をしていたという人がいた。このような変わった方法で勉強をしている理由は、普通のやり方を続けているだけよりも効率が上がるからであるとしている。
SNSというのは受験生にとって有益な使い方もあるものの、勉強時間が奪われたり集中力が低下するなどの弊害があるなど、付き合い方が悩ましい問題であるとする。SNSに投稿されている事柄には学歴社会を否定したり滑り止めの大学でいいという投稿もあり、それに流されて自分もそのようになってしまったり、嘘の情報が投稿されておりそれによって自信を失ったりしてしまうということもある。このようにSNSには良い点も悪い点もあるものの、受験生はSNSをやめるべきであるとする。自らが東京大学に入学してから周りの人に受験生だった頃にSNSをどうしていたかを聞いてみれば、ほぼ全員からやっていなかったという答が返ってきていた。受験生だった頃にはアカウントを削除したり、プロフィールには受験が終わるまでしないと宣言してやっていなかった。